# Enicosanthum coriaceum
Enicosanthum coriaceum là loài thực vật có hoa thuộc họ Na. Loài này được (Ridl.) Airy Shaw mô tả khoa học đầu tiên năm 1939.